# Stictocardia tiliifolia
Stictocardia tiliifolia är en vindeväxtart som först beskrevs av Desrousseaux, och fick sitt nu gällande namn av Hallier f. Stictocardia tiliifolia ingår i släktet Stictocardia och familjen vindeväxter. Inga underarter finns listade i Catalogue of Life.

## Bildgalleri

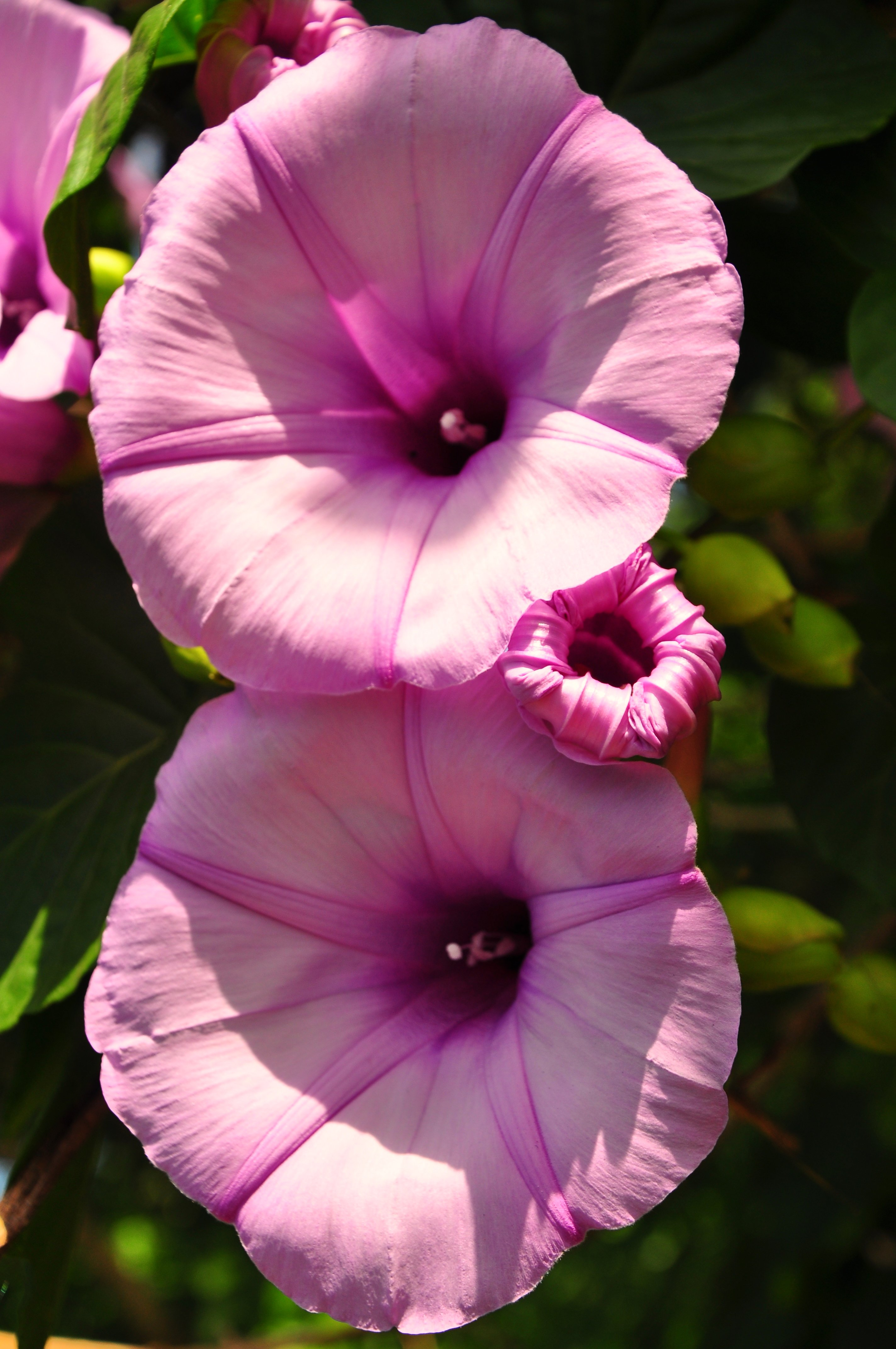
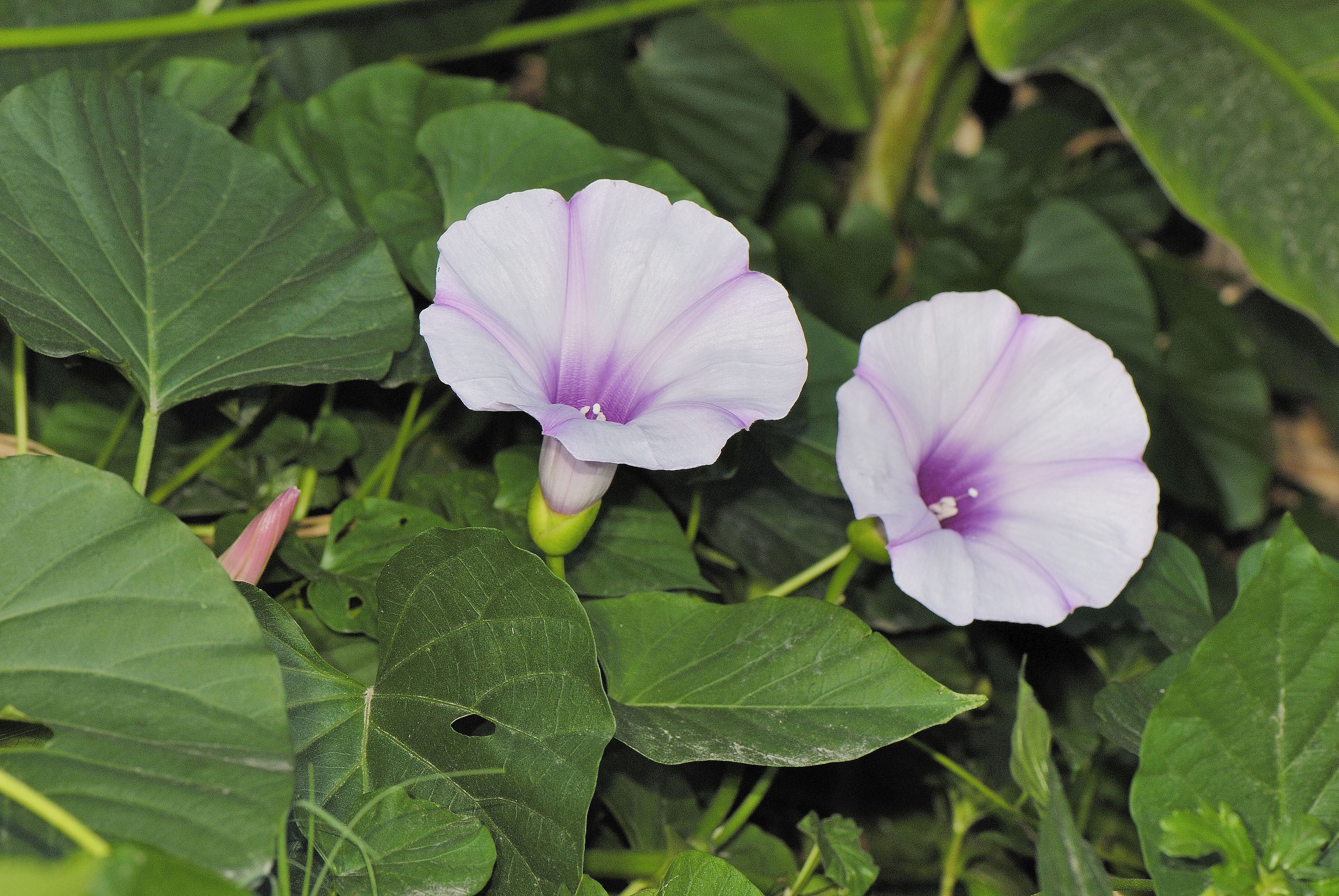
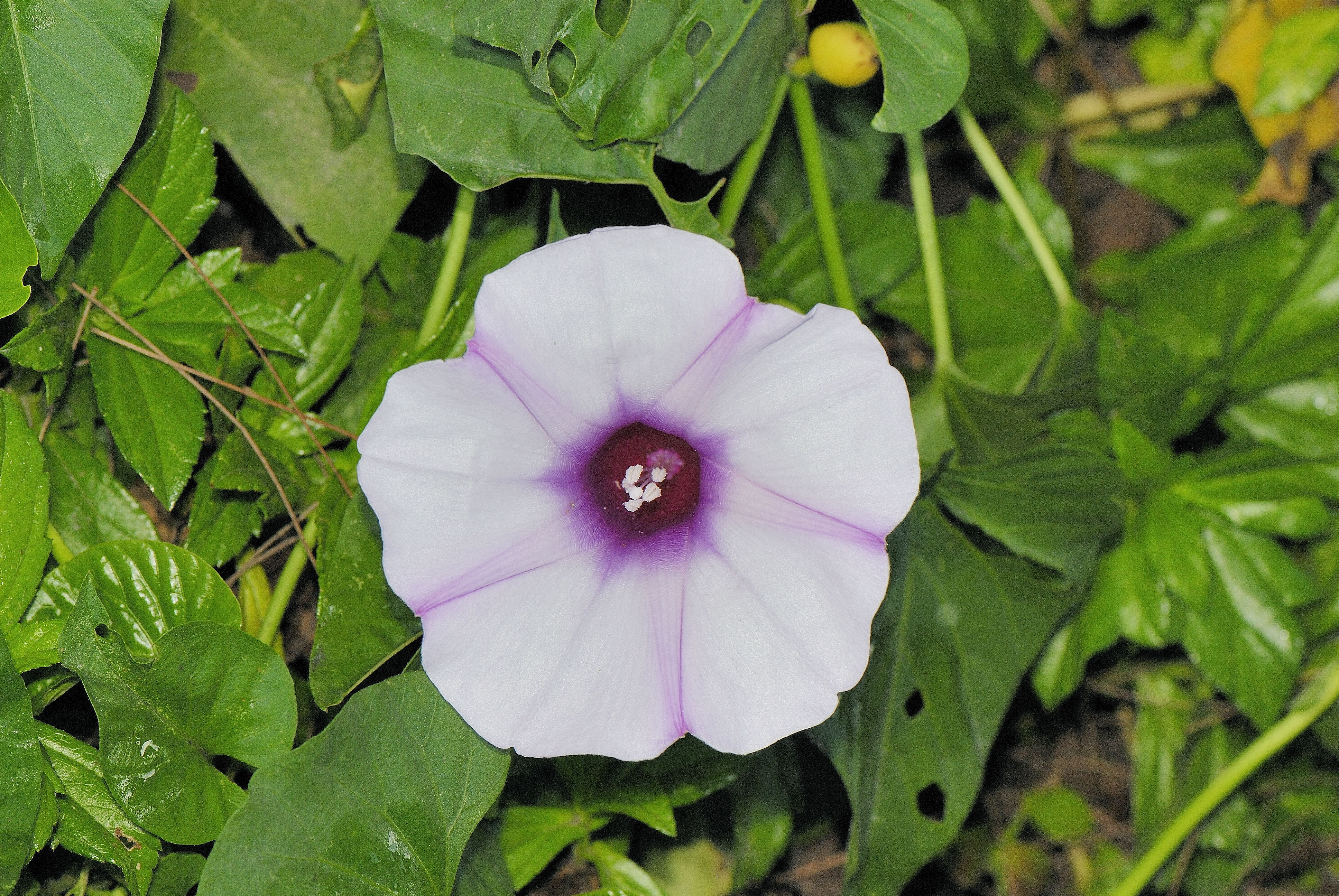
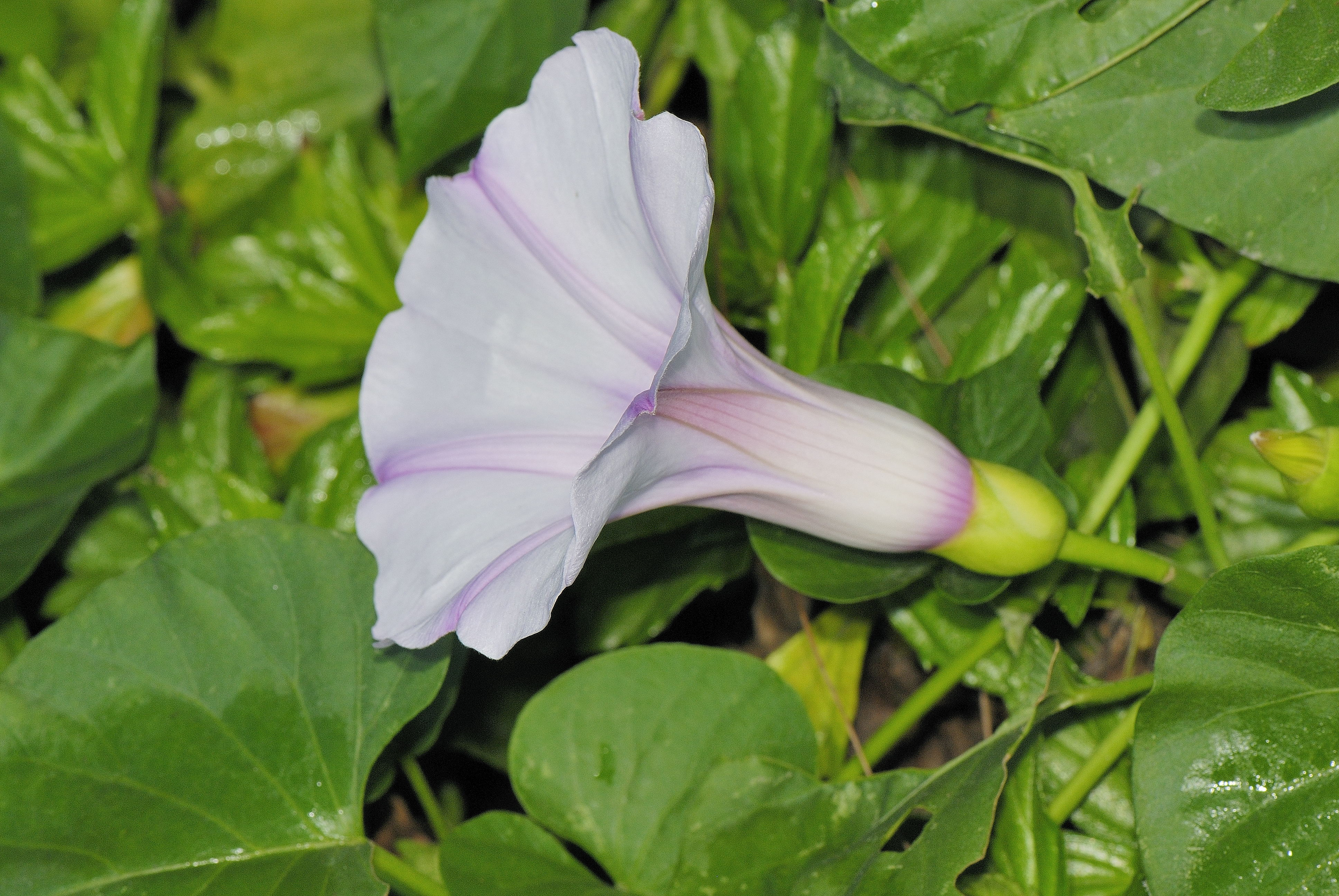